# Cirrus des Aigles
Cirrus des Aigles (2006-) est un cheval de course pur-sang anglais, né en France, par Even Top et Taille de Guêpe (Septième Ciel). Défendant les couleurs de Jean-Claude-Alain Dupouy, il était entraîné à Chantilly par Corine Barande-Barbe. D'origine modeste, il est devenu l'un des meilleurs chevaux du monde dans les années 2010.

## Carrière de courses
Rien, dans l'histoire de Cirrus des Aigles, ne le prédestinait à fréquenter le gotha des courses mondiales. Hongre (ce qui lui barre l'accès à certaines courses classiques), d'extraction plus que modeste, dépendant d'une écurie peu accoutumée aux grandes joutes internationales, il a déjoué tous les pronostics en devenant l'un des meilleurs chevaux du monde. Cette trajectoire pour le moins atypique lui vaut une grande popularité auprès des amateurs de courses.
Castré au début de son année de deux ans en raison de son caractère difficile, il échoue dans ses quatre sorties à deux ans, mais ouvre son palmarès à Cagnes-sur-Mer en janvier 2009. À 3 ans, il dispute la bagatelle de 17 courses, et sa progression régulière lui permet de côtoyer l'élite à l'automne, après une victoire dans une listed race provinciale, s'imposant à Longchamp dans les Prix du Prince d'Orange (Gr.3) et du Conseil de Paris (Gr.2), par six longueurs. À la fin de l'année, il effectue son premier déplacement à l'étranger, prenant la cinquième place dans le Hong Kong Vase. Désormais bien installé dans l'élite, mais évoluant un ton en dessous des meilleurs, il réalise une saison 2010 correcte, ponctuée d'une victoire dans le Prix Dollar mais échoue à nouveau en Asie, dans la Japan Cup et la Hong Kong Cup.
Il semble alors que "Cirrus" a atteint ses limites et qu'il est au mieux un bon cheval de groupe 2. Mais l'année 2011 va prouver le contraire. Au printemps, il montre qu'il est capable de fréquenter les groupe 1, se plaçant dans le Prix Ganay, le Prix d'Ispahan (battu d'une encolure par la grande Goldikova) et le Grand Prix de Saint-Cloud. Très à l'aise sur les distances intermédiaires (2 000 mètres), mais capable d'être rallongé ou raccourci, il s'adjuge La Coupe (Gr.3), le Grand Prix de Vichy (Gr.3), le Prix Gontaut-Biron (Gr.3) et le Grand Prix de Deauville (Gr.2) où il écrase l'opposition par 10 longueurs. Mais c'est en Angleterre qu'il réalise son plus grand exploit : outsider dans les Champion Stakes, il s'y impose devant un peloton réunissant les meilleurs pur-sangs britanniques et le champion australien So You Think. Cette première victoire de groupe 1 et la qualité du lot lui valent le titre de Cheval d'âge de l'année en Europe et la meilleure valeur mondiale de l'année sur 2 000 mètres. Il termine sa saison par une cinquième place dans la Hong Kong Cup.

Casaque de Jean-Claude Dupouy

Meilleur que jamais, Cirrus des Aigles, âgé de 6 ans, poursuit son aventure en 2012 en s'imposant une nouvelle fois dans un groupe 1 à l'étranger, cette fois aux Émirats dans le Dubaï Sheema Classic, aux dépens du champion irlandais St Nicholas Abbey. Il enchaîne par son premier groupe 1 français, le Prix Ganay à Longchamp. Il termine ensuite deuxième du Prix d'Ispahan, avant d'en être disqualifié pour un contrôle positif à un anti-inflammatoire. Renouant avec la victoire dans le Prix Dollar (par 9 longueurs) après une blessure l'été, il traverse la manche pour aller défendre son titre dans les Champion Stakes où se présente un certain Frankel, qui fait à cette occasion ses adieux à la compétition. Très attendu, le match entre le brave roturier et le prince anglais donne lieu à une formidable lutte. Si Frankel l'emporte sans discussion, Cirrus des Aigles lui oppose une belle résistance : en terminant à moins de deux longueurs, il restera comme l'un de ses plus valeureux adversaires et se voit crédité par la FIAH d'un rating de 131, la deuxième meilleure valeur mondiale de l'année, tandis que Timeform lui décerne un score très élevé, 135.

Blessé durant l'hiver, Cirrus des Aigles est toutefois maintenu à l'entraînement en 2013, mais effectue sa rentrée seulement fin juin dans le Grand Prix de Saint-Cloud, où après huit mois d'absence, il ne peut faire mieux que cinquième. Moins en verve cette année après sa longue blessure, il enchaîne par une quatrième place dans les King George VI and Queen Elizabeth Diamond Stakes, et s'incline à nouveau dans le Prix Gontaut-Biron (Gr.3) et le Grand Prix de Deauville avant de renouer avec le succès dans La Coupe de Maisons-Laffitte, un groupe 3, pour la cinquantième sortie de son extraordinaire carrière. Il confirme son retour au premier plan en octobre en remportant très brillamment et pour la troisième fois le Prix Dollar, en prélude à une nouvelle tentative dans les Champion Stakes, où il s'élance dans la peau du favori. Pour sa troisième tentative dans la grande épreuve anglaise, il doit s'incliner après une superbe lutte face à Farhh, champion à la carrière compliquée par de nombreuses blessures et qui fut lui aussi un valeureux opposant à Frankel en 2012. Sa dernière sortie de l'année a lieu à Hong Kong, dans la Hong Kong Cup, une épreuve qui ne lui a jamais vraiment réussi. Il doit s'y contenter de la troisième place.

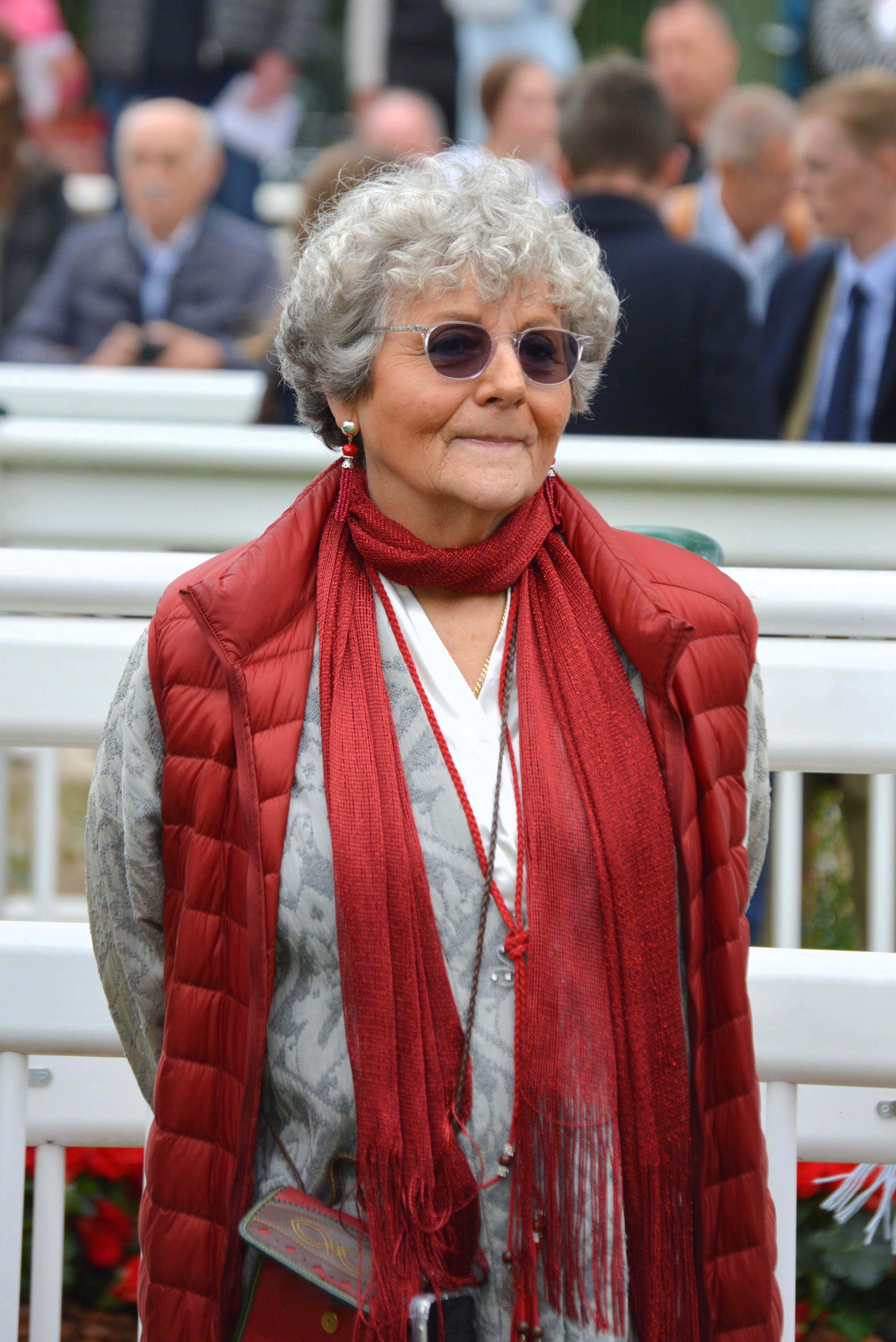
Corine Barande-Barbe, entraîneur de Cirrus des Aigles

En 2014, à 8 ans, Cirrus des Aigles ne semble toujours pas décidé à quitter la scène. Il effectue une rentrée en demi-teinte en mars, mais prouve dès sa course suivante qu'il est encore compétitif au plus haut niveau en étant devancé que par la championne japonaise Gentildonna (la seule double lauréate de Japan Cup de l'histoire) à l'arrivée du Dubaï Sheema Classic. Plutôt qu'un nouveau déplacement à l'étranger, l'entourage de "Cirrus" choisit Longchamp pour sa sortie suivante, et le Prix Ganay, théâtre de la rentrée de la phénoménale Trêve, invaincue et lauréate d'un exceptionnel Prix de l'Arc de Triomphe. Le terrain est très souple, l'arrivée mémorable. Cirrus prend l'avantage mais à 400 mètres du but Trêve enclenche et vient à sa hauteur. On pense alors qu'elle va la princesse classique va dévorer tout cru le roturier impétrant. Mais il reste 400 mètres, soit un peu plus de vingt secondes de courses. Et ces vingt secondes entrent dans l'histoire du sport hippique. Les Anglais avaient le duel Grundy/Bustino dans les King George 1975, les Français auront la lutte finale Cirrus des Aigles/Trêve dans le Ganay 2014. À chaque foulée la jument semble prendre quelques centimètres à son rival, mais sans le décrocher. Et ça dure 400 mètres comme ça, l'une des plus formidables bagarres jamais vues à Longchamp. À quelques foulées du poteau, Cirrus le pugnace donne un ultime coup de rein et passe sa tête devant celle de Trêve et inflige sa première défaite au meilleur cheval du monde, qui allait à l'automne devenir la première double lauréate de l'Arc depuis 36 ans. Pour Cirrus, c'est bien plus qu'un nouveau groupe 1 à son palmarès. 
Dans une forme exceptionnelle en ce printemps, il enchaîne par deux faciles victoires en groupe 1, en remportant le Prix d'Ispahan et la Coronation Cup à Epsom. Mais une blessure suspend sa campagne après sa victoire à Epsom, et il doit attendre octobre pour faire sa rentrée dans le Prix Dollar. Dans cette course qu'il a déjà remporté trois fois, Cirrus s'impose sur la piste, grâce à sa légendaire combattivité, mais non sans pencher légèrement sur ses adversaires, ce qui lui vaut d'être rétrogradé à la cinquième place. Quinze jours plus tard, il prend part pour la quatrième fois aux Champion Stakes, épreuve dans laquelle il a obtenu une victoire et deux accessits d'honneur, dont cette fameuse édition 2012 marquée par la victoire de Frankel. Mais dans un lot a priori à sa portée, et dans un terrain qu'il affectionne, Cirrus échoue nettement, ne pouvant accélérer dans la ligne droite, terminant cinquième et assistant à bonne distance à la victoire de Noble Mission, qui n'est autre que le frère d'un certain Frankel. En décembre, il tente à nouveau sa chance dans la Hong Kong Cup, et termine cette fois à la quatrième place.
Toujours pas décidé à prendre sa retraite, Cirrus des Aigles fait son retour en mai 2015 à Longchamp, dans le Prix Ganay, après des ennuis de santé durant l'hiver. Il ne trouve pas Trêve sur son chemin, mais le champion anglais Al Kazeem, triple lauréat de groupe 1 en 2014, récent vainqueur du Prix d'Harcourt, et installé favori. Menant toute la course, le crack réussit une rentrée parfaite, devenant le premier triple vainqueur du "Ganay", et démontrant qu'il n'a rien perdu de sa superbe malgré le poids des ans. Il échoue cependant à conserver son titre dans le Prix d'Ispahan, où il termine seulement quatrième, mais victime d'un accident de ferrure dans la ligne droite qui l'a empêché de défendre ses chances. La suite de son année se révèle difficile : Cirrus des Aigles échoue lors de sa rentrée dans les Irish Champion Stakes, puis est à nouveau battu dans sa course fétiche, le Prix Dollar, où il ne termine que cinquième. Il tente alors sa chance sur les longues distances, en parcourant les 3 100 mètres du Prix Royal Oak, dans lequel il prend la quatrième place, puis retourne à Hong Kong, où il ne peut s'illustrer dans le Hong Kong Vase.
En 2016, la rentrée de Cirrus des Aigles est prévue en mars dans une course à conditions à Chantilly, en prélude à une nouvelle tentative dans le Dubaï Sheema Classic. Mais son entourage y renonce, en raison d'un problème à l'entraînement, puis annonce peu après que le cheval n'ira pas à Dubaï. Le 28 mars, son entraîneur Corinne Barande-Barbe déclare que "Cirrus" ne courra plus, le cheval souffrant d'un début de calcification du ligament oblique sésamoïdien. Âgé de dix ans, Cirrus des Aigles le roturier se retire donc de la compétition, nanti d'un palmarès assez unique (dix-sept victoires de groupe, un record en Europe, battu depuis par Stradivarius), d'une popularité inégalée, d'un compte en banque bien garni (il est le cheval européen le plus riche de l'histoire jusqu'à Highland Reel en 2017) et après une carrière exceptionnelle marquée par une longévité hors du commun et des duels épiques avec quelques-uns des plus grands champions de l'histoire des courses (Frankel, Goldikova, Trêve). Il coule, depuis, une retraite paisible chez son jockey Christophe Soumillon, jouant de temps à autre les ambassadeurs de l'association Au-delà des pistes, qui agit pour la reconversion des chevaux de courses. En 2025, il intègre le Hall of Fame des courses françaises.

### Résumé de carrière
| Date          | Hippodrome       | Pays        | Course                                  | Statut      | Distance    | Jockey       | Place          | Écart       | Vainqueur ou deuxième |
| 2008, 2 ans   | 2008, 2 ans      | 2008, 2 ans | 2008, 2 ans                             | 2008, 2 ans | 2008, 2 ans | 2008, 2 ans  | 2008, 2 ans    | 2008, 2 ans | 2008, 2 ans           |
| ------------- | ---------------- | ----------- | --------------------------------------- | ----------- | ----------- | ------------ | -------------- | ----------- | --------------------- |
| 7 octobre     | Chantilly        | France      | Prix du Val Profond                     | Inédits     | 1 600 m     | V. Vion      | 4e / 12        | 12 ½        | Rendezvous            |
| 14 novembre   | Maisons-Laffitte | France      | Prix Hauban                             | Maiden      | 1 400 m     | V. Vion      | 3e / 13        | 2 ½         | Stricke               |
| 25 novembre   | Saint-Cloud      | France      | Prix Kantar                             | Maiden      | 1 600 m     | S. Ruis      | 2e / 15        | 4           | Telluride             |
| 24 décembre   | Deauville        | France      | Prix de la Hauquerie                    | Maiden      | 1 900 m     | S. Ruis      | 2e / 16        | 2 ½         | Lando Junior          |
| 2009, 3 ans   |                  |             |                                         |             |             |              |                |             |                       |
| 22 janvier    | Cagnes-sur-Mer   | France      | Prix du Suquet                          | Maiden      | 2 000 m     | S. Ruis      | 2e / 16        | 2           | Validor               |
| 29 janvier    | Cagnes-sur-Mer   | France      | Prix des Maures                         | Maiden      | 1 600 m     | S. Ruis      | 1er / 11       | cte enc.    | Rain of Melody        |
| 14 février    | Cagnes-sur-Mer   | France      | Prix de la Baie des Anges               | Course D    | 1 600 m     | S. Ruis      | 2e / 5         | 3/4         | Bellinissimo          |
| 21 février    | Cagnes-sur-Mer   | France      | Prix Policeman                          | Listed      | 1 600 m     | S. Ruis      | 2e / 7         | enc.        | Villa Molitor         |
| 12 mars       | Deauville        | France      | Prix de Carentan                        | Course D    | 1 900 m     | S. Ruis      | 2e / 7         | 3/4         | War Power             |
| 20 avril      | Longchamp        | France      | Prix de la Croix de Chavaux             | Course B    | 1 600 m     | Th. Thulliez | 2e / 5         | enc.        | Polarix               |
| 7 mai         | Longchamp        | France      | Prix de Nanterre                        | Course D    | 2 000 m     | A. Badel     | 1er / 7        | 1           | Aristote              |
| 17 mai        | Longchamp        | France      | Prix Fasquel                            | Course A    | 2 100 m     | A. Badel     | 1er / 6        | 1/2         | Marinous              |
| 1er juin      | Saint-Cloud      | France      | Prix Matchem                            | Listed      | 2 000 m     | A. Badel     | 2e / 7         | 6           | Cavalryman            |
| 19 juin       | Toulouse         | France      | Derby du Languedoc                      | Listed      | 2 400 m     | A. Badel     | 2e / 6         | 1/2         | Valletta              |
| 6 juillet     | Compiègne        | France      | Prix Pelleas                            | Listed      | 2 000 m     | A. Badel     | 3e / 4         | 1 ¼         | Byword                |
| 27 juillet    | Chantilly        | France      | Prix Ridgway                            | Listed      | 2 000 m     | A. Badel     | 3e / 7         | 1/2         | Three Bodies          |
| 12 août       | Le Lion d'Angers | France      | Grand Prix du Lion d'Angers             | Listed      | 2 000 m     | F. Blondel   | 1er / 5        | 6           | Karlisse              |
| 29 août       | Clairefontaine   | France      | Grand Prix de Clairefontaine            | Listed      | 2 400 m     | F. Blondel   | 2e / 7         | cte tête    | Topclas               |
| 19 septembre  | Longchamp        | France      | Prix du Prince d'Orange                 | Gr. 3       | 2 000 m     | F. Blondel   | 1er / 8        | 3/4         | World Heritage        |
| 18 octobre    | Longchamp        | France      | Prix du Conseil de Paris                | Gr. 2       | 2 400 m     | F. Blondel   | 1er / 10       | 6           | Makt                  |
| 13 décembre   | Sha Tin          | Hong Kong   | Hong Kong Vase                          | Gr. 1       | 2 400 m     | F. Blondel   | 5e / 13        | 1           | Daryakana             |
| 2010, 4 ans   |                  |             |                                         |             |             |              |                |             |                       |
| 14 février    | Cagnes-sur-Mer   | France      | Grand Prix de la Riviera Cote d'Azur    | Listed      | 2 000 m     | F. Blondel   | 4e / 11        | 2 ¼         | Pallodio              |
| 14 août       | Deauville        | France      | Prix Gontaut-Biron                      | Gr. 3       | 2 000 m     | F. Blondel   | 3e / 10        | 2 ½         | Vision d'État         |
| 1er septembre | Longchamp        | France      | Prix de Boulogne                        | Listed      | 2 000 m     | F. Blondel   | 1er / 8        | enc.        | Three Bodies          |
| 2 octobre     | Longchamp        | France      | Prix Dollar                             | Gr. 2       | 1 600 m     | F. Blondel   | 1er / 10       | 2           | Budai                 |
| 17 octobre    | Longchamp        | France      | Prix du Conseil de Paris                | Gr. 2       | 2 400 m     | F. Blondel   | 2e / 7         | cte enc.    | Prince Bishop         |
| 28 novembre   | Tokyo            | Japon       | Japan Cup                               | Gr. 1       | 2 400 m     | F. Blondel   | 9e / 18        | 4 ¾         | Rose Kingdom          |
| 12 décembre   | Sha Tin          | Hong Kong   | Hong Kong Cup                           | Gr. 1       | 2 000 m     | F. Blondel   | 7e / 13        | 2 ¼         | Snow Fairy            |
| 2011, 5 ans   |                  |             |                                         |             |             |              |                |             |                       |
| 19 mars       | Saint-Cloud      | France      | Prix Exbury                             | Gr. 3       | 2 000 m     | F. Blondel   | 2e / 9         | 1/2         | Polytechnicien        |
| 30 avril      | Longchamp        | France      | Prix Ganay                              | Gr. 1       | 2 100 m     | F. Blondel   | 3e / 7         | 2           | Planteur              |
| 22 mai        | Longchamp        | France      | Prix d'Ispahan                          | Gr. 1       | 1 850 m     | C. Soumillon | 2e / 9         | enc.        | Goldikova             |
| 13 juin       | Longchamp        | France      | La Coupe                                | Gr. 3       | 2 000 m     | F. Blondel   | 1er / 6        | 3/4         | Announce              |
| 26 juin       | Saint-Cloud      | France      | Grand Prix de Saint-Cloud               | Gr. 1       | 2 400 m     | F. Blondel   | 2e / 5         | enc.        | Sarafina              |
| 20 juillet    | Vichy            | France      | Grand Prix de Vichy                     | Gr. 3       | 2 000 m     | F. Blondel   | 1er / 6        | 3           | Agent Secret          |
| 14 août       | Deauville        | France      | Prix Gontaut-Biron                      | Gr. 3       | 2 000 m     | F. Blondel   | 1er / 7        | 8           | Lancelot              |
| 28 août       | Deauville        | France      | Grand Prix de Deauville                 | Gr. 2       | 2 500 m     | F. Blondel   | 1er / 6        | 10          | Silver Pond           |
| 1er octobre   | Longchamp        | France      | Prix Dollar                             | Gr. 2       | 1 600 m     | F. Blondel   | 2e / 11        | cte enc.    | Byword                |
| 15 octobre    | Ascot            | Royaume-Uni | Champion Stakes                         | Gr. 1       | 2 000 m     | C. Soumillon | 1er / 12       | 3/4         | So You Think          |
| 11 décembre   | Sha Tin          | Hong Kong   | Hong Kong Cup                           | Gr. 1       | 2 000 m     | C. Soumillon | 5e / 10        | 2           | California Memory     |
| 2012, 6 ans   |                  |             |                                         |             |             |              |                |             |                       |
| 3 mars        | Chantilly        | France      | Prix Meydan                             | Course A    | 1 900 m     | C. Soumillon | 2e / 5         | 2           | Zazou                 |
| 31 mars       | Meydan           | Dubaï       | Dubaï Sheema Classic                    | Gr. 1       | 2 400 m     | O. Peslier   | 1er / 10       | enc.        | St Nicholas Abbey     |
| 29 avril      | Longchamp        | France      | Prix Ganay                              | Gr. 1       | 2 100 m     | O. Peslier   | 1er / 6        | 8           | Giofra                |
| 27 mai        | Longchamp        | France      | Prix d'Ispahan                          | Gr. 1       | 1 850 m     | O. Peslier   | 2e disq.       | (3/4)       | Golden Lilac          |
| 6 octobre     | Longchamp        | France      | Prix Dollar                             | Gr. 2       | 1 600 m     | O. Peslier   | 1er / 8        | 9           | Hunter's Light        |
| 20 octobre    | Ascot            | Royaume-Uni | Champion Stakes                         | Gr. 1       | 2 000 m     | O. Peslier   | 2e / 10        | 1 ¾         | Frankel               |
| 2013, 7 ans   |                  |             |                                         |             |             |              |                |             |                       |
| 23 juin       | Saint-Cloud      | France      | Grand Prix de Saint-Cloud               | Gr. 1       | 2 400 m     | O. Peslier   | 5e / 11        | 4 ½         | Novellist             |
| 27 juillet    | Ascot            | Royaume-Uni | King George VI & Queen Elizabeth II St. | Gr. 1       | 2 400 m     | C. Soumillon | 4e / 8         | 8 ¾         | Novellist             |
| 10 août       | Deauville        | France      | Prix Gontaut-Biron                      | Gr. 3       | 2 000 m     | O. Peslier   | 2e / 7         | tête        | Petit Chevalier       |
| 25 août       | Deauville        | France      | Grand Prix de Deauville                 | Gr. 2       | 2 500 m     | C. Soumillon | 5e / 11        | 2 ½         | Tres Blue             |
| 20 septembre  | Maisons-Laffitte | France      | La Coupe de Maisons-Laffitte            | Gr. 3       | 2 000 m     | C. Soumillon | 1er / 5        | 2 ½         | Vally Jem             |
| 5 octobre     | Longchamp        | France      | Prix Dollar                             | Gr. 2       | 1 600 m     | C. Soumillon | 1er / 13       | 1 ¾         | Mandour               |
| 19 octobre    | Ascot            | Royaume-Uni | Champion Stakes                         | Gr. 1       | 2 000 m     | C. Soumillon | 2e / 10        | enc.        | Farhh                 |
| 8 décembre    | Sha Tin          | Hong Kong   | Hong Kong Cup                           | Gr. 1       | 2 000 m     | C. Soumillon | 3e / 10        | 1 ½         | Akeed Mofeed          |
| 2014, 8 ans   |                  |             |                                         |             |             |              |                |             |                       |
| 4 mars        | Chantilly        | France      | Prix Meydan                             | Course A    | 1 900 m     | C. Soumillon | 4e / 7         | 1 ¼         | Now We Can            |
| 29 mars       | Meydan           | Dubaï       | Dubaï Sheema Classic                    | Gr. 1       | 2 400 m     | C. Soumillon | 2e / 15        | 1 ½         | Gentildonna           |
| 27 avril      | Longchamp        | France      | Prix Ganay                              | Gr. 1       | 2 100 m     | C. Soumillon | 1er / 8        | cte enc.    | Trêve                 |
| 25 mai        | Longchamp        | France      | Prix d'Ispahan                          | Gr. 1       | 1 850 m     | C. Soumillon | 1er / 6        | 1 ½         | Anodin                |
| 7 juin        | Epsom            | Royaume-Uni | Coronation Cup                          | Gr. 1       | 2 400 m     | C. Soumillon | 1er / 7        | 2           | Flintshire            |
| 4 octobre     | Longchamp        | France      | Prix Dollar                             | Gr. 2       | 1 600 m     | C. Soumillon | 5e (1er rétr.) | (tête)      | Fractional            |
| 18 octobre    | Ascot            | Royaume-Uni | Champion Stakes                         | Gr. 1       | 2 000 m     | C. Soumillon | 5e / 9         | 6           | Noble Mission         |
| 14 décembre   | Sha Tin          | Hong Kong   | Hong Kong Cup                           | Gr. 1       | 2 000 m     | C. Soumillon | 4e / 12        | 1 ½         | Designs on Rome       |
| 2015, 9 ans   |                  |             |                                         |             |             |              |                |             |                       |
| 3 mai         | Longchamp        | France      | Prix Ganay                              | Gr. 1       | 2 100 m     | C. Soumillon | 1er / 8        | 1 ¾         | Al Kazeem             |
| 24 mai        | Longchamp        | France      | Prix d'Ispahan                          | Gr. 1       | 1 850 m     | C. Soumillon | 4e / 4         | 5 ½         | Solow                 |
| 12 septembre  | Leopardstown     | Irlande     | Irish Champion Stakes                   | Gr. 1       | 2 000 m     | C. Soumillon | 7e / 7         | 11          | Golden Horn           |
| 3 octobre     | Longchamp        | France      | Prix Dollar                             | Gr. 2       | 1 600 m     | C. Soumillon | 5e / 8         | 2 ¼         | Free Port Lux         |
| 25 octobre    | Saint-Cloud      | France      | Prix Royal Oak                          | Gr. 1       | 3 100 m     | L. Dettori   | 4e / 13        | 7           | Vazirabad             |
| 13 décembre   | Sha Tin          | Hong Kong   | Hong Kong Vase                          | Gr. 1       | 2 400 m     | O. Peslier   | 10e / 13       | 10          | Highland Reel         |

## Origines
Complètement atypique pour un cheval de haut niveau, le pedigree de Cirrus des Aigles est une anomalie dans l'histoire des courses, surtout au regard de la trajectoire rocambolesque de son père. Even Top (lui-même issu d'un reproducteur très modeste, plutôt performant en obstacles qu'en plat), est un parfait inconnu au haras, bien qu'il fût un élément de bonne valeur sur les pistes, où il fut 2e des 2000 Guinées et 3e des Lockinge Stakes en 1997. Mais c'est seulement en 2001 qu'il fait son apparition en Irlande comme étalon d'obstacles : nul ne sait vraiment ce qu'il est advenu de lui pendant quatre ans. Pas vraiment performant dans cet exercice, il est pourtant acquis par un Irlandais qui l'installe en France en 2004, à quelques centaines d'euros la saillie. Il n'aura que huit produits cette année-là. Et guère plus les saisons suivantes, au cours desquelles il va errer de haras en haras, avant d'être vendu en 2008 par l'État et de mourir en 2009, dans l'indifférence totale, au moment où Cirrus des Aigles commence à faire parler de lui.

Côté maternel, "Cirrus" ne compte guère plus de références puisqu'il faut remonter au niveau de la quatrième mère pour trouver des chevaux de valeurs (dans les années 80).

### Pedigree
| Origines de Cirrus des Aigles (FR), hongre bai né en 2006 | Origines de Cirrus des Aigles (FR), hongre bai né en 2006 | Origines de Cirrus des Aigles (FR), hongre bai né en 2006 | Origines de Cirrus des Aigles (FR), hongre bai né en 2006 |
| --------------------------------------------------------- | --------------------------------------------------------- | --------------------------------------------------------- | --------------------------------------------------------- |
| Père Even Top 1993                                        | Topanoora 1987                                            | Ahonoora                                                  | Lorenzaccio                                               |
| Père Even Top 1993                                        | Topanoora 1987                                            | Ahonoora                                                  | Helen Nichols                                             |
| Père Even Top 1993                                        | Topanoora 1987                                            | Topping Girl                                              | Sea Hawk                                                  |
| Père Even Top 1993                                        | Topanoora 1987                                            | Topping Girl                                              | Round Eye                                                 |
| Père Even Top 1993                                        | Skevena 1983                                              | Niniski                                                   | Nijinsky II                                               |
| Père Even Top 1993                                        | Skevena 1983                                              | Niniski                                                   | Virginia Hills                                            |
| Père Even Top 1993                                        | Skevena 1983                                              | Skhiza                                                    | Targowice                                                 |
| Père Even Top 1993                                        | Skevena 1983                                              | Skhiza                                                    | Anticlea                                                  |
| Mère Taille de Guêpe 1999                                 | Septieme Ciel 1987                                        | Seattle Slew                                              | Bold Reasoning                                            |
| Mère Taille de Guêpe 1999                                 | Septieme Ciel 1987                                        | Seattle Slew                                              | My Charmer                                                |
| Mère Taille de Guêpe 1999                                 | Septieme Ciel 1987                                        | Maximova                                                  | Green Dancer                                              |
| Mère Taille de Guêpe 1999                                 | Septieme Ciel 1987                                        | Maximova                                                  | Baracala                                                  |
| Mère Taille de Guêpe 1999                                 | Roots 1992                                                | Funambule                                                 | Lyphard                                                   |
| Mère Taille de Guêpe 1999                                 | Roots 1992                                                | Funambule                                                 | Sonoma                                                    |
| Mère Taille de Guêpe 1999                                 | Roots 1992                                                | Ruma                                                      | Rheffic                                                   |
| Mère Taille de Guêpe 1999                                 | Roots 1992                                                | Ruma                                                      | Runnello (famille 9-h)                                    |